# NGC 4179
NGC 4179是一个位于室女座的透鏡狀星系，1784年1月14日威廉·赫歇爾发现，属于室女座星系團。